# Hopkins Highway
Der Hopkins Highway ist eine Fernstraße im Südwesten des australischen Bundesstaates Victoria. Er verbindet den Hamilton Highway in Mortlake mit dem Princes Highway in der Hafenstadt Warrnambool.

## Verlauf
Der Hopkins Highway zweigt in Mortlake vom Hamilton Highway (B140) Richtung Südwesten ab. Bei Ellerslie überquert er den Hopkins River, nach dem er benannt wurde. Bald darauf schwenkt er nach Süden, um bei Purnim wieder eine südwestliche Richtung einzuschlagen. Bei Bushfield am Merri River biegt er erneut nach Süden ab und erreicht dann den Princes Highway (A1) an seinen Endpunkt Warrnambool.